# Constitución de Queensland
La Constitución de Queensland es el texto legislativo que establece las bases normativas del funcionamiento de las instituciones del estado australiano de Queensland. Tras una primera acta constitucional, que fue aprobado en 1867, y que sirvió durante décadas como base normativa legislativa sin que pueda ser considerada propiamente una constitución. El 6 de junio de 2001 fue aprobado el texto propiamente constitucional en vigor. En marzo de 1922 experimentó un cambio a un sistema parlamentario unicameral con la abolición del Consejo Legislativo de Queensland.

## Contexto
Al igual que con las otras constituciones de los estados y territorios australianos, es una constitución escrita influenciada por el sistema de Westminster y el sistema federal de gobierno de Australia. Define a Queensland como un estado bajo una monarquía constitucional y describe la estructura y los poderes de las tres partes constituyentes del gobierno de Queensland, el ejecutivo, el legislativo y el judicial.
En 1901, las seis colonias australianas, incluida Queensland, se federaron para formar la Mancomunidad de Australia, que está constituida por la Constitución australiana. A partir de ese momento, Queensland cedió el poder de hacer leyes relacionadas con ciertos asuntos al gobierno federal. Sin embargo, fuera de estas secciones, el parlamento estatal conserva el poder legislativo absoluto.

## Función
La Constitución establece el gobierno de Queensland y define la estructura, los poderes y la función de las tres ramas del gobierno:
- Legislatura: el Parlamento unicameral de Queensland, integrado por la Asamblea Legislativa y el Monarca (representado por el Gobernador);
- Ejecutivo: el Consejo Ejecutivo de Queensland, que formaliza las decisiones del Gabinete de Queensland, que está compuesto por el Primer Ministro y otros ministros de estado designados por el Gobernador con el asesoramiento del Parlamento;
- Poder judicial: la Corte Suprema y otros tribunales estatales, cuyos jueces son designados por el Gobernador con el asesoramiento del Parlamento.

La constitución también define el papel del gobernador. Según la constitución, la autoridad gubernamental se confiere nominalmente al gobernador de Queensland (actualmente Jeannette Young) en nombre de la Corona y quien es designado por el monarca por consejo del primer ministro de Queensland. El papel del gobernador es principalmente ceremonial, sin embargo, cumple funciones constitucionales como presidir las reuniones del Consejo Ejecutivo, convocar, prorrogar y disolver el Parlamento por consejo del Primer Ministro, dar el Asentimiento Real a los proyectos de ley aprobados por el Parlamento, nombrar a todos los ministros de estado, nombrar y destituir funcionarios con el asesoramiento del Consejo Ejecutivo, emitir autos para las elecciones estatales de Queensland y para la elección de representantes de Queensland en el Senado australiano, con el asesoramiento del Consejo Ejecutivo y otorgar indultos o conmutaciones.

## Historia
El primer texto legislativo fue la Constitución de Queensland de 1867.
Actualmente está en vigor la Constitución de Queensland de 2001. Es la segunda constitución del estado, que consolida varias disposiciones constitucionales que datan del siglo XIX y, en particular, la primera constitución del estado, la Ley constitucional de 1867.

## Contenido
Está estructurado en un Preámbulo y 10 Capítulos que recogen un total de 95 artículos.
La constitución contiene disposiciones arraigadas que sólo pueden modificarse mediante referéndum. También contiene disposiciones que pueden ser modificadas por la legislación.

## Declaración de Derechos
Queensland tiene una declaración de derechos estatutaria, la Ley de derechos humanos de 2019. Esto proporciona protecció sobre 23 derechos humanos, incluyendo la libertad de expresión, Libertad de culto y Derecho a la intimidad, y el derecho a la educación y Derecho a la salud.
Las denuncias de violaciones de estos derechos humanos pueden presentarse ante la Comisión de Derechos Humanos de Queensland.
La Ley no impide que el parlamento apruebe legislación que sea incompatible con los derechos humanos, pero debe considerar los derechos humanos al redactar leyes y preparar una Declaración de compatibilidad.